# Джеймс Меррілл
Джеймс Меррілл (англ. James Ingram Merrill, 3 березня 1926, Нью-Йорк — 6 лютого 1995, Тусон) — американський поет, прозаїк, драматург.

## Біографія
Син засновника брокерської фірми, виріс в багатій родині, виховувався гувернанткою прусько-англійського походження, що навчала його французької та німецької мови. Коли Джеймсу було тринадцять років, батьки розлучилися. Навчався в престижній школі в Лоренсвілль (Нью-Джерсі). Рано почав писати вірші і прозу, першу книгу опублікував на гроші батька. У 1943 вступив до Емгерст-коледжу. Служив в армії (1944—1945), після війни повернувся в коледж і закінчив його в 1947, захистив диплом по творчості Пруста. До цього часу друга збірка віршів Меррілла «Чорний лебідь» була випущена на кошти його коханого і надрукована в Афінах. У 1951 у видавництві Альфреда Кнопфа вийшла книга його обраного «Ранні вірші». З 1953 Меррілл протягом декількох десятиліть ділив життя з письменником Девідом Джексоном. Викладав на відділенні англійської мови в Амхерстскому коледжі (1955—1956). У Нью-Йорку була поставлена і з успіхом йшла його п'єса «Безсмертний чоловік», був опублікований його перший роман «Палац». У 1959 вийшла книга віршів «Країна тисячолітнього світу». З 1959 поет зі своїм супутником щороку кілька місяців проводив в Греції, перебував під впливом Константіноса Кавафіса. З 1979 Меррілл і Джексон щороку кілька місяців проводили також в Кі-Уест (Флорида). Меррілл заснував благодійний фонд на підтримку літератури і мистецтва, дружив з Елізабет Бішоп та Майєю Дерен. Був канцлером Академії американських поетів (1979—1995).
Помер від інфаркту, викликаного наслідками СНІДу.

## Творчість
Новим і несподіваним поворотом у творчості Меррілла став цикл поетичних книг під загальною назвою «Мінливий світ над Сандовером» (повністю виданий в 1982): «Книга Ефраїма» (1976), «Мірабель: Книги чисел» (1978, Національна книжкова премія), «Сценарій для маскараду» (1980) і «The Higher Keys» (1981). Критика порівнювала цей поетичний цикл з «Божественною комедією» Данте, «Втраченим раєм» Мільтона, «Одруження Раю і Пекла» Вільяма Блейка.